# Jimmy Mirikitani
Tsutomu « Jimmy » Mirikitani, né le 15 juin 1920 à Sacramento et mort le 21 octobre 2012 à New York, est un peintre américain.

## Biographie
Jimmy Mirikitani est né en 1920 à Sacramento. À l'âge de 4 ans, sa famille retourne vivre au Japon, à Hiroshima. Peu avant la Seconde Guerre mondiale, il revient aux États-Unis et est interné au lac Tule dans le cadre de l'internement des Nippo-Américains,. Adulte, il commence à dessiner et alterne emploi et périodes où il est sans-abri. Il finira par ouvrir un atelier de peintre à New York. En 2001, il rencontre la réalisatrice Linda Hattendorf qui décide de dédier un documentaire à ses peintures. Celui s'intitule Les Chats de Mirikitani.